# 雨滝

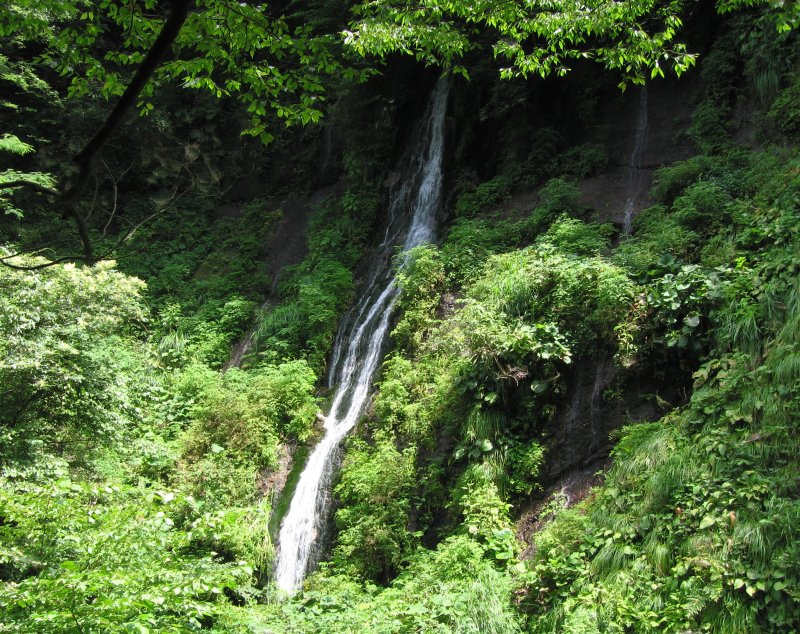
布引の滝

雨滝（あめだき）は、鳥取県鳥取市国府町にある滝。日本の滝百選に選定されている。

## 概要
千代川の支流で扇ノ山（おおぎのせん）を源流とする袋川の更に支流、雨滝川の標高500m地点にある。玄武岩の岩肌を飛沫を上げて落下し、水量が多く迫力がある。周囲の原生林はトチ・ケヤキ・ブナなどの落葉樹が多く秋には紅葉の名所となる。
古来より霊場として修行・信仰の場となっていた。かつて旧暦8月1日（八朔）には「お滝まいり」が行われていた。現在は毎年6月第1土・日曜日に「滝開き祭」が開催され、傘踊りなどの地域伝統行事や神事などが行われる。
雨滝渓谷には筥滝（はこだき）、布引滝、樋滝など大小48の滝が存在し、雨滝四十八滝と呼ばれている。

## 伝承
以下の通り雨滝にまつわる言い伝えがある。
滝の前にある不動明王に祈願すると、精神病が治ったり商売が繁盛するなどの霊験がある。
雨滝の霊水は、皮膚を守る効果がある。このため、滝に参拝した次の冬は肌荒れが無く、寒さから肌を守ってくれる。

## 雨滝の桂
滝の前に自生する桂の木は、江戸時代の記録ではかつて根回りが66尺（約20メートル）あったといわれており、江戸時代の「日本名木320選」に数えられていた。また、長寿の霊木として祀られていた。しかし、時代は不明であるが落雷のために幹が空洞化し、現在は根元から生えた数本が生長している。

## アクセス
- JR鳥取駅から日ノ丸バス山崎橋行き（路線番号：80・81・82・83・84）終点下車、山崎橋で日ノ丸ハイヤー雨滝行き（予約制乗合タクシー）に乗り換え終点下車、所要時間1時間、停留所より徒歩40分
- 車の場合は滝付近まで舗装道路が通じており、駐車場より徒歩5分